# St. Michael (Unterasbach)
Die evangelisch-lutherische Pfarrkirche St. Michael ist ein Kirchenbau im Gunzenhäuser Gemeindeteil Unterasbach im mittelfränkischen Landkreis Weißenburg-Gunzenhausen.

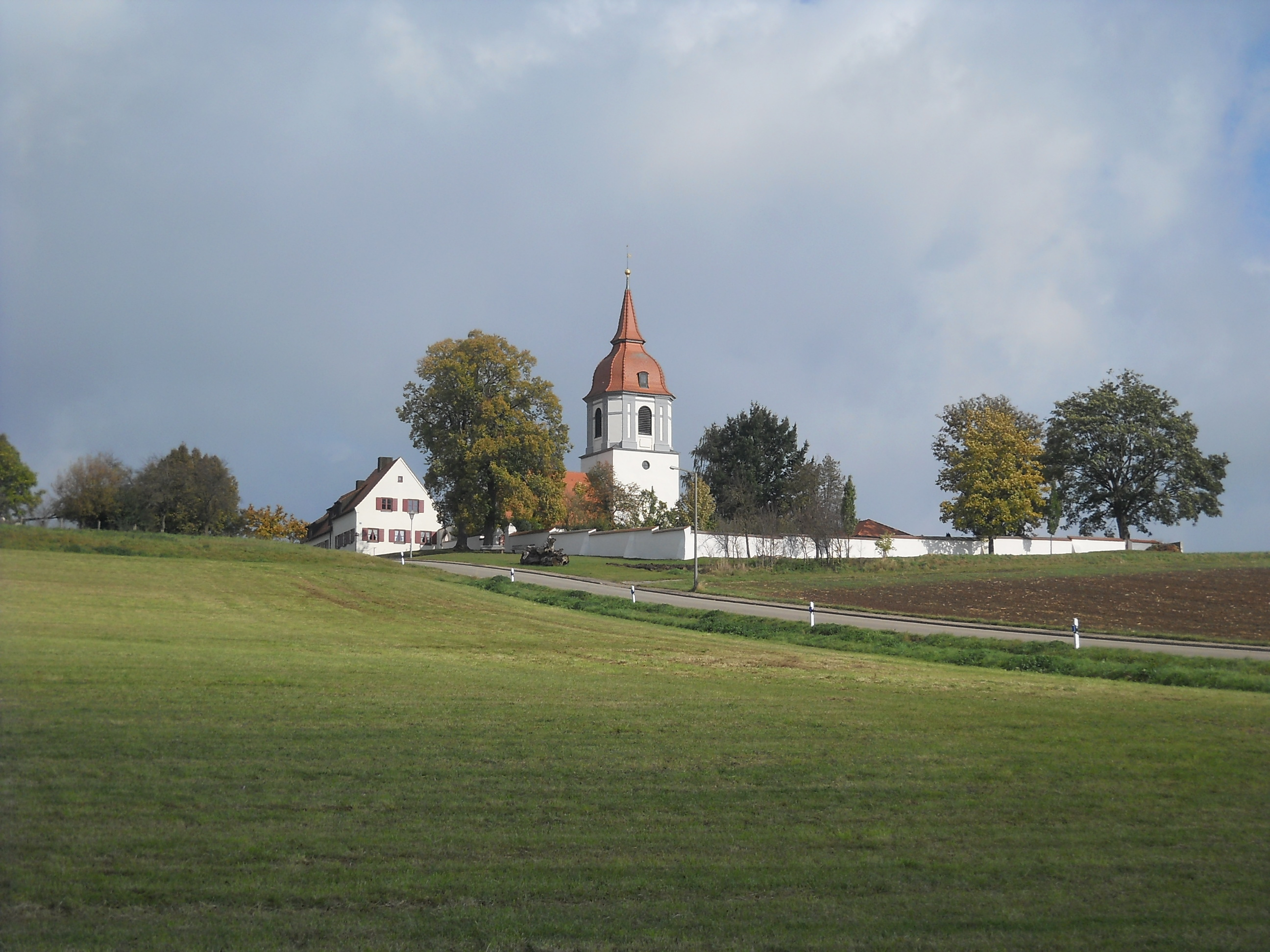
St. Michaelskirche in Unterasbach

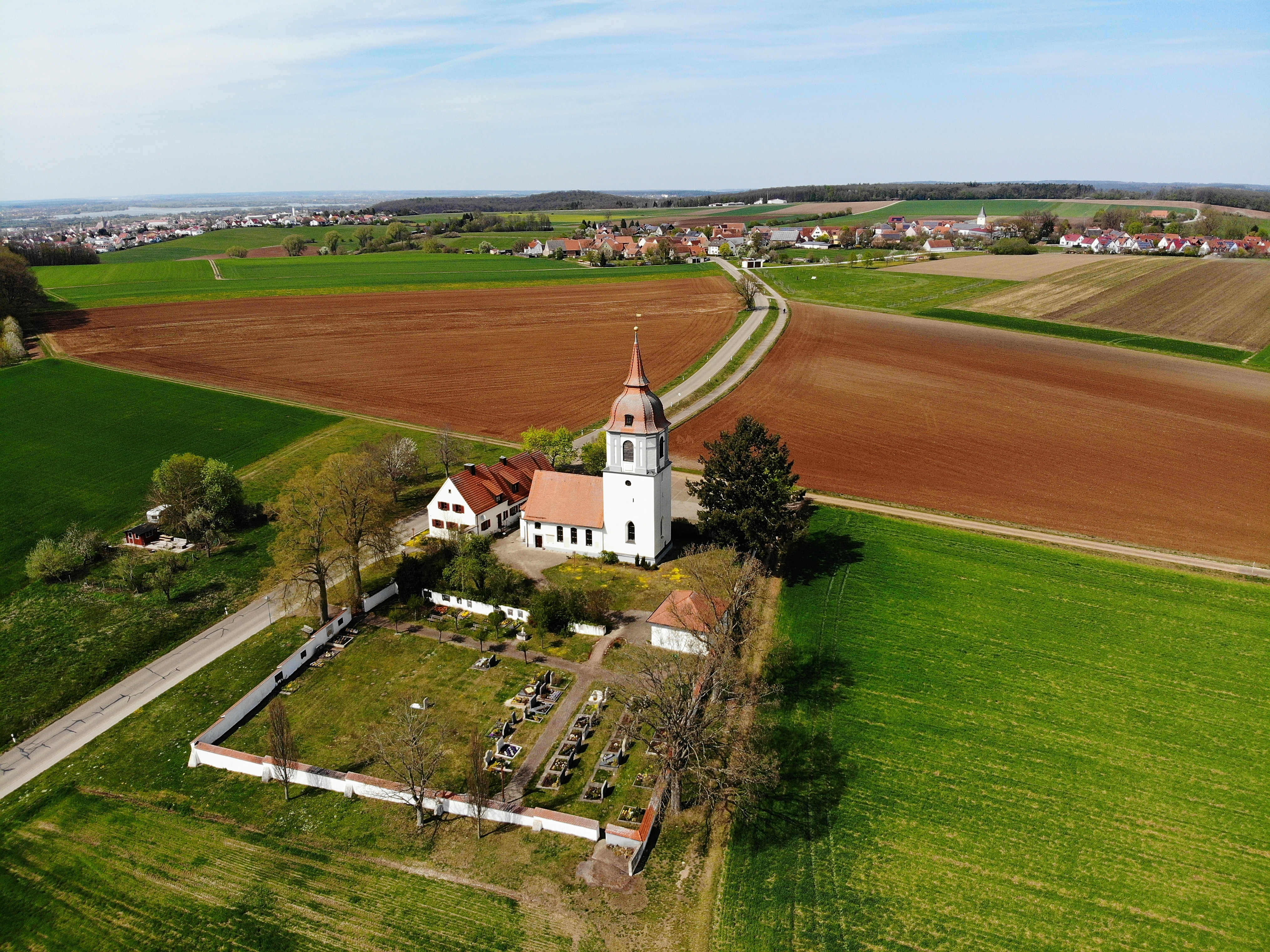
Luftaufnahme mit Friedhof von Süden. Im Hintergrund Oberasbach.

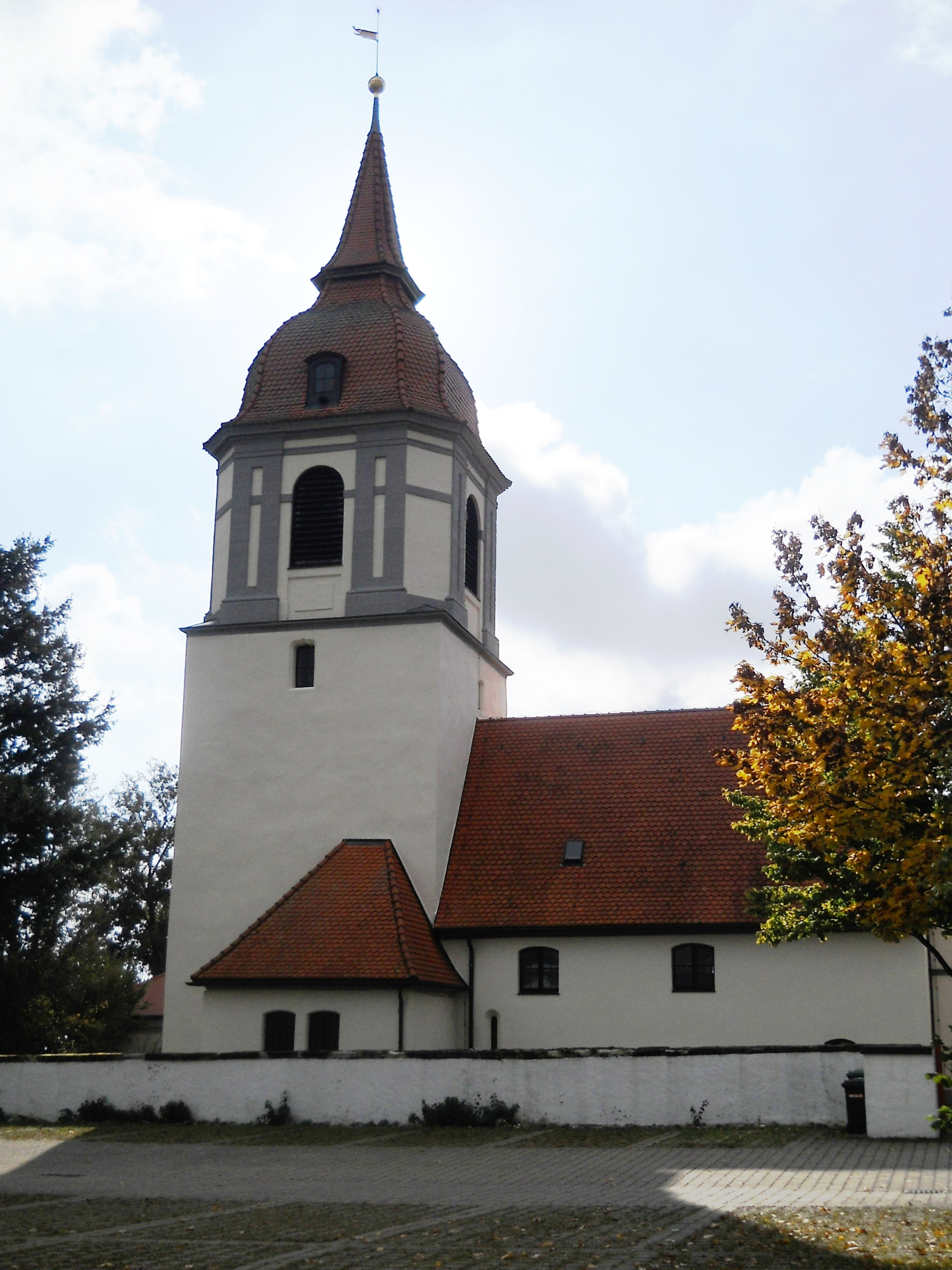
St. Michaelskirche mit Sakristeianbau

## Lage
Die Kirche steht exponiert oberhalb des Ortes Unterasbach auf einer Höhe von 466 m ü. NN auf dem „Michelsbuck“ des linken Talrands der Altmühl an der Straße nach Oberasbach. Westlich der Kirche steht anstelle des abgerissenen ehemaligen Mesner- und Schulhauses ein in den späten 1980er Jahren neu errichtetes Mesner- und Gemeindehaus. Südlich der Kirche ist der 1921 erweiterte Friedhof vorgelagert.

## Pfarr- und Baugeschichte
1298 wies der Bischof von Eichstätt Einkünfte aus „Aspach“ dem Kloster Heidenheim zu; später ist das Kloster im Besitz Fischwassers zu Unterasbach. Seit 1298 ist auch das 4 km entfernte Dorf Frickenfelden (seit 1978 Gemeindeteil von Gunzenhausen) nach Unterasbach gepfarrt.
Das Patronatsrecht traten die Grafen von Oettingen 1383 an das Kloster Christgarten im Kartäusertal am südlichen Riesrand; später nahmen sie es wieder selber wahr. Das Bestätigungsrecht neuer Pfarrer lag beim Haus Brandenburg, den späteren Markgrafentum Ansbach.
In einer Urkunde von 1458 erfährt man, dass die Kirche den Erzengel Michael als Patron hat. Vom heutigen Kirchenbau geht das Untergeschoss des Turmes auf das Ende des 15. Jahrhunderts und damit der Spätgotik zurück. Gröber berichtet 1937, dass sich auf dem Kirchenboden noch Reste des spätgotischen Sakramentshäuschens befinden. Die Kirche soll eine Wallfahrtsstätte gewesen sein; das Wallfahrtswesen nahm spätestens ein Ende, als 1529 unter Pfarrer Michael Gödler die Reformation eingeführt wurde; Gödler war 1530 ein Mitunterzeichner der Confessio Augustana. Für 1608 und wieder für 1732 ist überliefert, dass ein markgräflicher Hof zu Unterasbach dem Pfarrer zu Unterasbach gültbar war; der Pfarrzehnt des Dorfes ging ebenfalls an den Unterasbacher Pfarrer, ebenso ein Drittel des sogenannten Täschleins-Zehents. Im Dreißigjährigen Krieg war die Kirche einige Jahre verwaist, man musste in Windsfeld den Gottesdienst besuchen, bis 1655 der dortige Pfarrer auch die Pfarrstelle von Unterasbach versah. Die aus Sicherheitsgründen nach Gunzenhausen verbrachten zwei Glocken von 1587 und 1699 waren nach dem Krieg nicht mehr auffindbar; 1665 verfügte der Markgraf, dass Gunzenhausen die Glocken bezahlen muss. Über den Verbleib der neuen Glocken von 1666 und 1683 ist nichts Sicheres bekannt. Nach dem Dreißigjährigen Krieg blühte die Pfarrei durch Exulanten aus dem oberösterreichischen Ennsgebiet auf, die sich auch in Unterasbach niederließen. Um 1707 wurde die Kirche innen umgestaltet. 1752–54 wurde nach Plänen des ansbachischen Hofbaumeisters Johann David Steingruber das Turmobergeschoss mit Kuppelhelm neu erbaut. Von 1732 bis 1799 befand sich auf dem Turm eine Uhr. Die 1735 eingebaute Orgel musste bereits 1820 durch eine neue ersetzt werden. 1838 wurde aus Platzgründen die Emporentreppe nach außen verlegt und gleichzeitig mehrere Fenster zur Lichtgewinnung ausgebrochen. 1921 kamen neue Glocken in den Turm. 1986 erfolgte eine Renovierung der Außenfassade.
Für 1619 ist erstmals ein eigener Schulmeister für Unterasbach nachweisbar; bis dahin unterrichtete der jeweilige Pfarrer in der im Zuge der Reformation eingerichteten „Teutschen Schule“. Bis 1735 mussten die Kinder von Frickenfelden sommers wie winters zur 1710 neben der Kirche St. Michael erbauten Schule gehen, ab 1754 nur noch im Sommer. 1838 wurde das Schulhaus neben der Kirche erneuert und 1868 erweitert; 1923 erfolgte die Verlegung der Schule in den Ort selber.

## Baubeschreibung
Es handelt sich um eine west-ost-ausgerichtete Chorturmanlage. Der Chor im Untergeschoss des Turmes hat ein Sternrippengewölbe, wobei die doppelt gekehlten Rippen auf Pflockkonsolen enden. Das Chorfenster im Osten weist spätgotisches Maßwerk auf, die Langhausfenster, zwei auf der Nord- und vier auf der Südseite, sind stichbogig. In der nördlichen Langhauswand hat sich nahe dem Turm erdgeschossig ein schmales Rundbogenfenster aus der Zeit der Romanik erhalten. Das Langhaus ist als Emporensaal gestaltet; die Flachdecke aus Holz wurde 1848 durch eine Gipsdecke ersetzt. Das polygone Turmobergeschoss zeigt eine Lisenenbelebung; den Turmabschluss bildet eine mansarddachartige Turmhaube mit aufgesetztem Spitzdächlein.

## Ausstattung
- Der Altar im Chorraum entstand um 1750. Das Altarbild ist eine im 19. Jahrhundert entstandene kleine Kopie des Abendmahls von Leonardo da Vinci.[14]
- Emporen sind an der Nord-, West- und Ostseite angebracht.
- Die Kanzel mit ihrem polygonen Korpus und dem Schalldeckel mit Heilig-Geist-Taube und Volutendekoration ist ein Werk um 1700. Sie hängt an der südlichen Chorwand, der Zugang erfolgt durch einen Mauerdurchbruch vom Chor aus.
- Die historische Orgel wurde vom Heilsbronner Orgelmacher Johann W. Eichmüller um 1820 errichtet. Das einmanualige Werk mit fest angekoppeltem Pedal enthält noch überwiegend originales Pfeifenmaterial (o). Das Instrument steht auf der Ostempore über dem Altar. Ein am unteren Rand von zwei Putten flankiertes Ovalbild über der Mitte des dreiteiligen, geschwungenen und abgerundeten Orgelprospekts zeigt den Erzengel Michael als Seelenwäger und Drachentöter. In der Mitte der Brüstung der Ostempore hängt ein Kruzifix.

Disposition der Eichmüller-Orgel:

Gedackt 8F (o)

Flöte 8´ (o, Holz offen)

Viola da Gamba 8´ (Steinmeyer, 19. Jh.)

Principal 4´ (Deininger&Renner, 20. Jh.)

Flaut Travers 4´ (Maderer, 21. Jh.)

Quinte 3´ (o, prinzipalisch)

Octav 2´ (o)

Mixtur 1´ (o, 3-4fache Terzmixtur)

Subbaß 16´ (o)

Octavbaß 8´ (o, Holz)

(Stimmung: Kirnberger III)

## Legende
Der vom Dorf aus abgelegene Standort der Kirche hat wohl zu folgender „Wanderkirchen“-Legende geführt: Man habe die Kirche im Ort errichten wollen, doch sei über Nacht das, was am Tag erbaut worden war, immer droben auf der Höhe gestanden. Man habe dies als Wink Gottes angesehen und deshalb die Kirche oben fertig gebaut.

## Sonstiges
Die Kirchengemeinde Unterasbach-Frickenfelden unterhält in Frickenfelden eine Kindertagesstätte St. Michael.